# Elixiere des Teufels (film 1920)
Elixiere des Teufels è un film muto del 1920 diretto da Edmund Löwe e tratto da Gli elisir del diavolo, romanzo di Ernst Theodor Amadeus Hoffmann.

## Produzione
Il film fu prodotto dalla Hugo-Held-Film.